# Les filles d'Olfa
Les filles d'Olfa (en árabe: بنات ألفة‎, romanizado: Banāt Olfa, en francés: Les Filles d'Olfa, lit. 'Las hijas de Olfa'), Las cuatro hijas (en España), Las hijas de Olfa (en Hispanoamérica) y titulada internacionalmente como Four Daughters es una película experimental tunecina de 2023 dirigida por Kaouther Ben Hania. Después de que dos hijas de madre tunecina se radicalizaran y se unieran a la organización terrorista Estado Islámico en Libia, la cineasta invitó a actrices profesionales a compensar la pérdida. La coproducción internacional entre Francia, Túnez, Alemania y Arabia Saudita se estrenará en el Festival Internacional de Cine de Cannes en mayo de 2023.
Fue seleccionada como la candidata tunecina a la mejor película internacional en los Premios Óscar 2024.

## Trama
La tunecina Olfa es madre de cuatro hijas. Un día sus dos hijas mayores desaparecen. Para llenar el vacío dejado, la directora de cine Kaouther Ben Hania invita a actrices profesionales y acerca al espectador a las historias de vida de Olfa y sus hijas.

## Desarrollo
La tunecina Olfa Hamrouni saltó a la fama internacional en abril de 2016 cuando expuso la radicalización de sus dos hijas adolescentes, Rahma y Ghofrane Chikhaoui. Ambas adolescentes habían dejado Túnez para luchar junto al Estado Islámico en Libia. Hamrouni criticó públicamente a las autoridades tunecinas por no impedir que su hija Rahma abandonara el país. Tras la detención de las dos mujeres por parte de las fuerzas libias, las autoridades tampoco reaccionaron. También se dice que a Hamrouni se le impidió salir del país para buscar a sus hijas en Libia por su cuenta.

## Estreno
La película se estrenó en mayo de 2023 en el Festival de Cine de Cannes. Esta es la segunda participación de una producción tunecina en la competición principal desde el largometraje de Abdellatif Ben Ammar Une si simple histoire (1970).
La distribuidora Jour2fête planó un estreno regular en salas de cine en Francia.